# Orte
Orte è un comune italiano di 9 108 abitanti della provincia di Viterbo nel Lazio. È un nodo stradale e ferroviario situato sul crocevia nord-sud ed est-ovest del centro Italia.

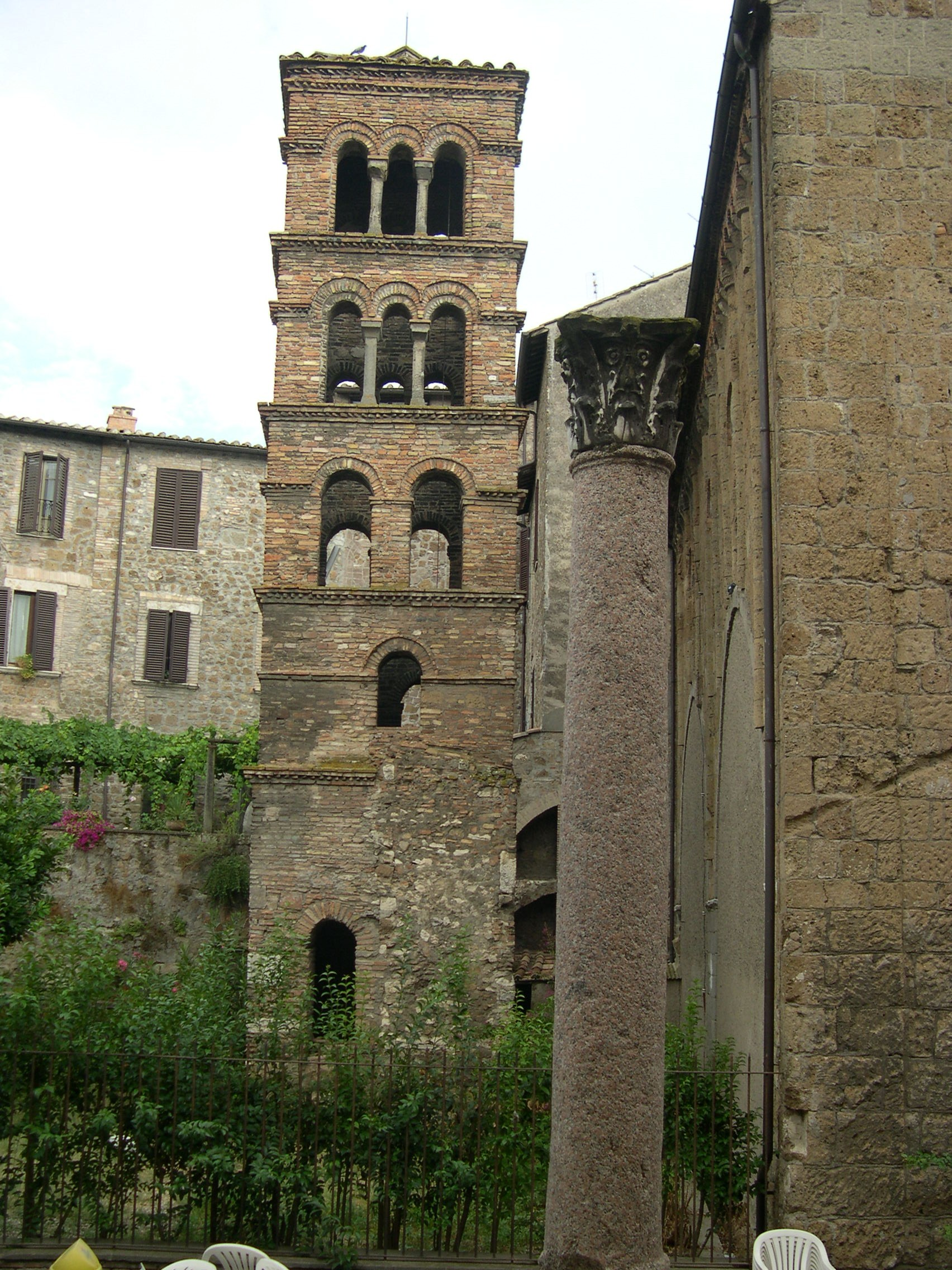
Campanile di San Silvestro

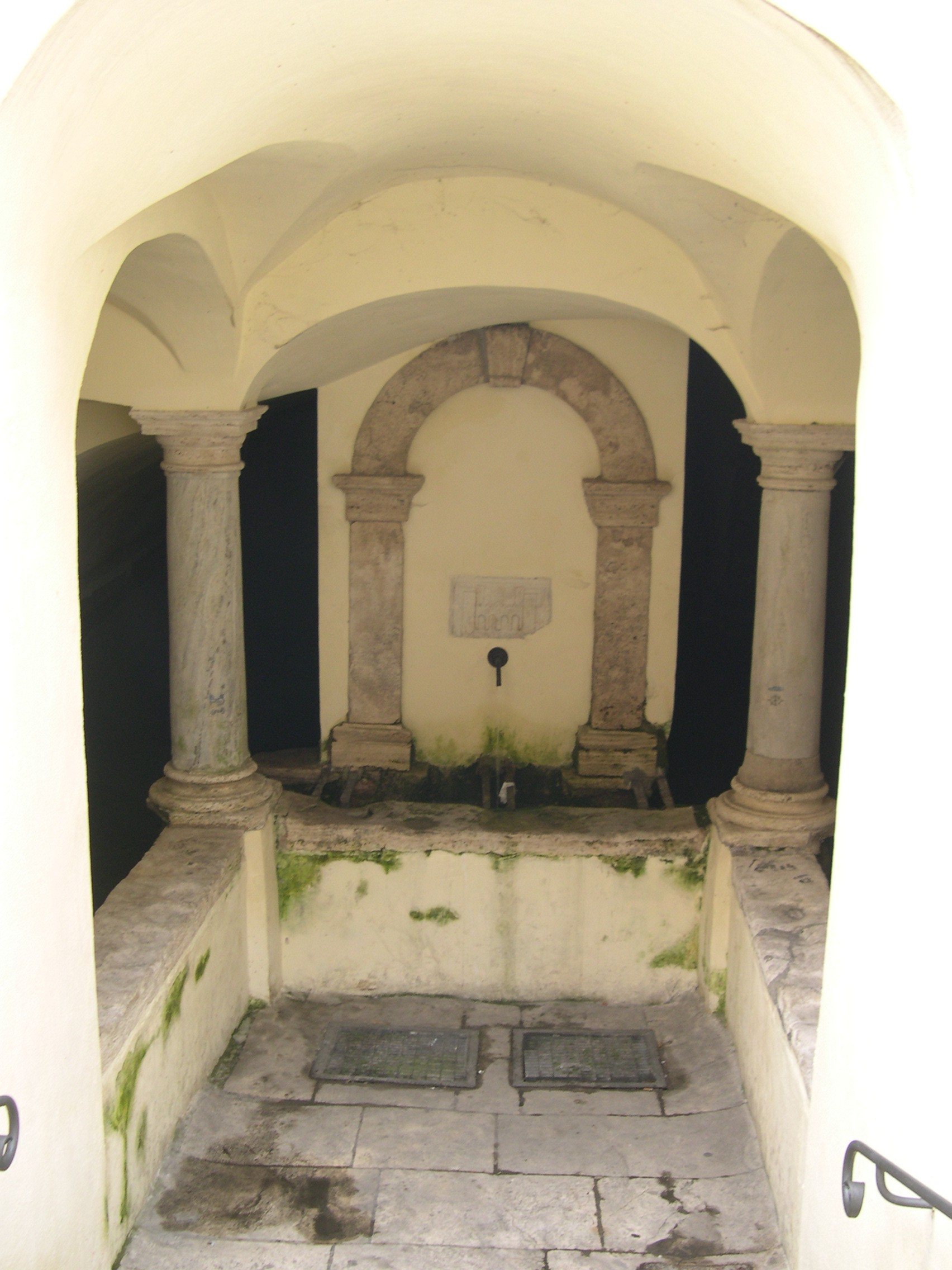
Fontana grande ipogea

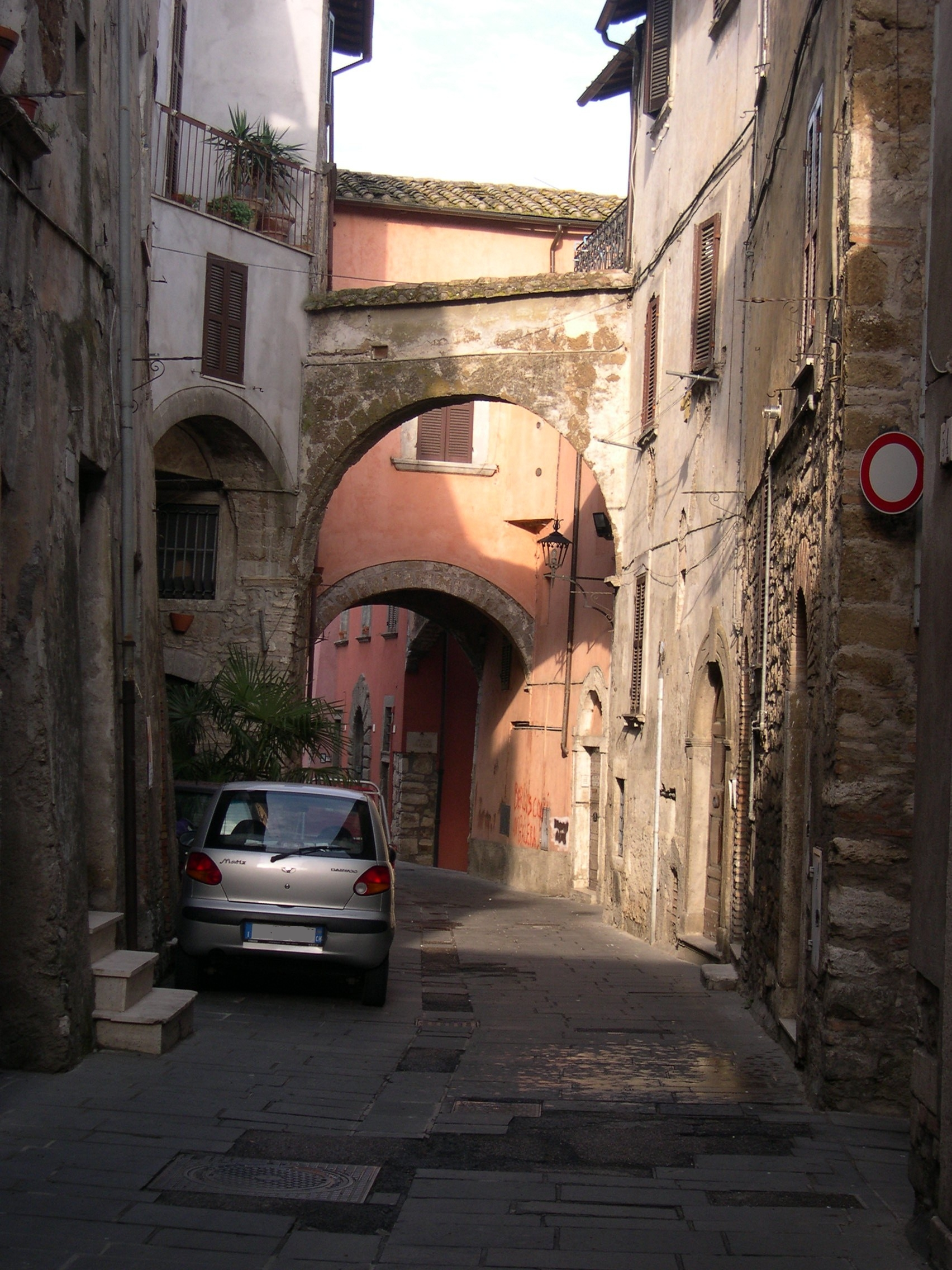
Centro storico

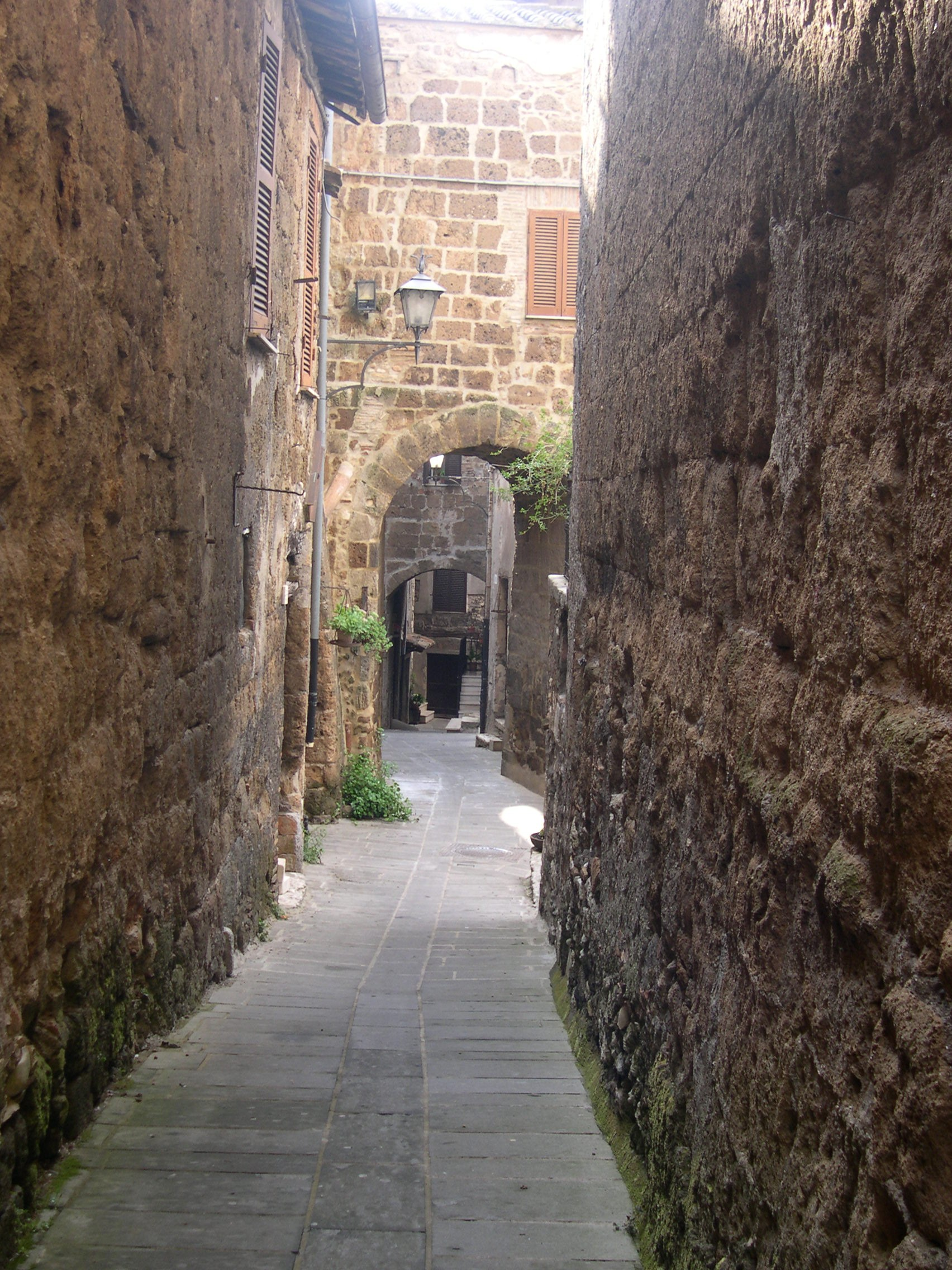
Mura antiche

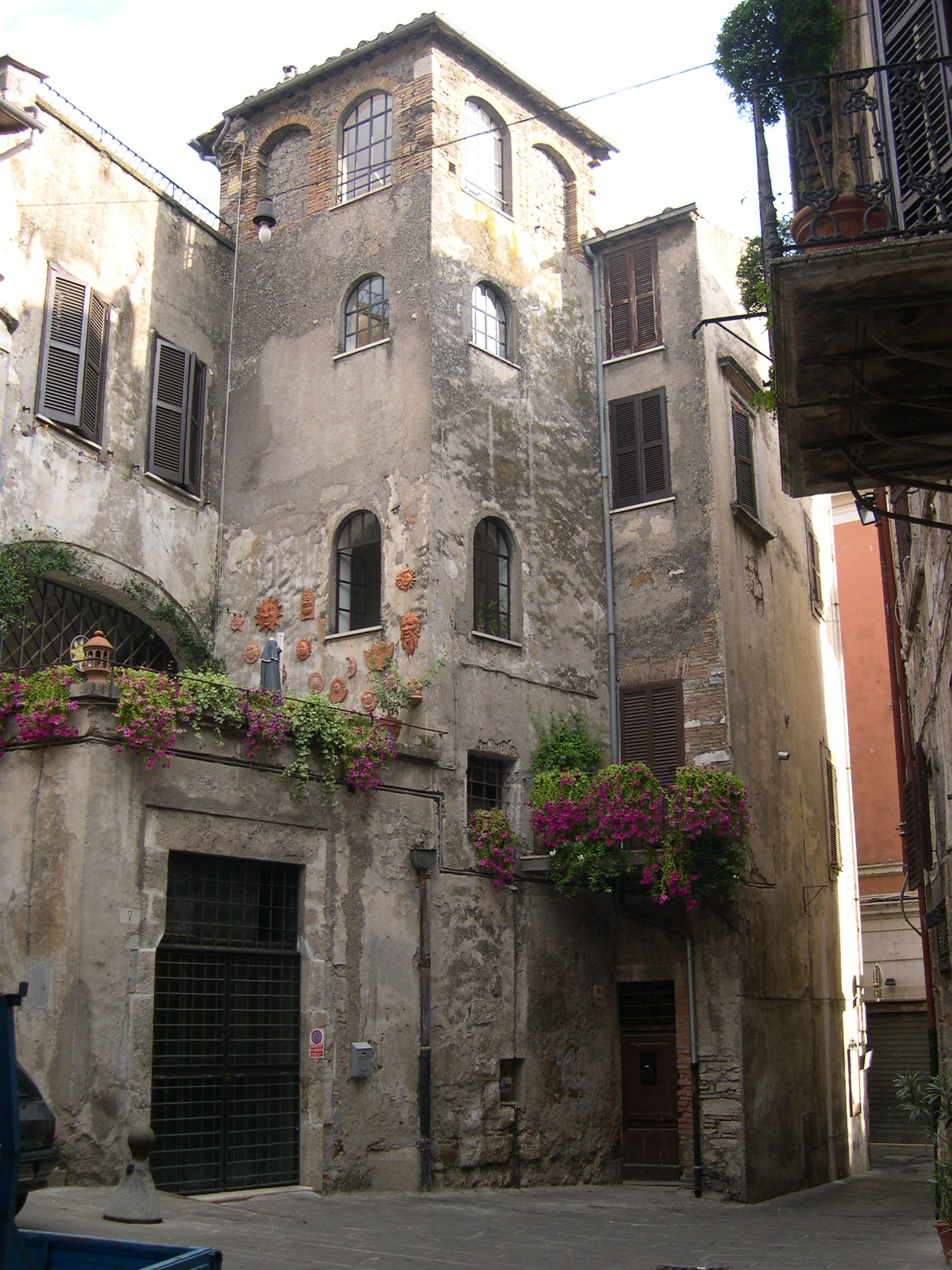
Palazzo antico

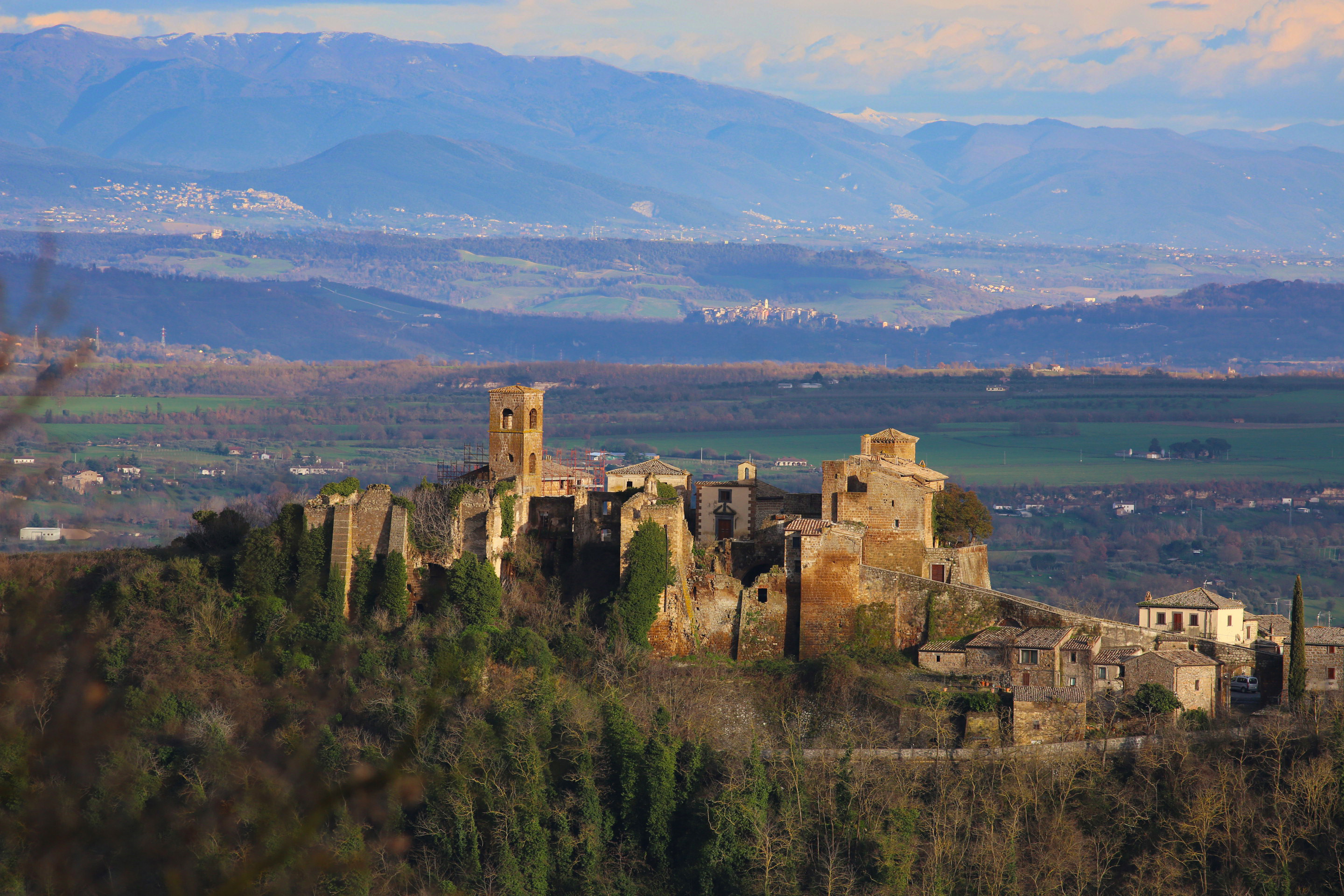
La Valle del Tevere da Celleno, Orte sullo sfondo Calvi dell'Umbria

## Geografia fisica

### Territorio
Geograficamente nella Valle del Tevere, il territorio del comune di Orte è interessato da fenomeni di vulcanismo secondario. Le acque termali solfuree delle Capannelle (così chiamate dai capanni costruiti sopra le pozze, presenti fino alla costruzione della Piscina, oggi Terme di Orte) e le solfatare intorno al Fosso della Penna ne sono le principali manifestazioni.
La città è ricca di sorgenti naturali, che hanno costituito in passato un'importante risorsa pubblica. Ne riportiamo un parziale elenco:
- Fontana Antica: sita sull'altipiano di Castel Bagnolo, è la principale fonte di approvvigionamento del pubblico acquedotto
- Acqua del Galletto
- Fonte Zelli: sorgente naturale in località Zelli, sulla strada Vasanellese. Sgorga da un filone permeabile che attraversa i banchi di travertino. Dichiarata non potabile già negli anni ottanta.
- Acqua della Breccia: sorgente di notevole portata, sita in località La Breccia (così detta per la presenza della cava di brecciolino, tuttora attiva). Dichiarata non potabile negli anni 2000.
- Fonte di Buci: quasi a ridosso del Tevere, nei pressi del Mattatoio Comunale.
- Fonte dell'Acqua Acetosa: presso l'antica chiesa di San Lorenzo. Consta di due sorgenti principali: la prima, a due canne, leggermente frizzante; la seconda, a minore portata, ferrosa e frizzante. Sono state potabili fino agli anni ottanta. L'antropizzazione del territorio circostante ne ha compromesso seriamente la potabilità.

### Clima
- Classificazione climatica: zona D, 1935 GR/G

## Origini del nome
Molti autori antichi (Plinio il Giovane, NH, III, 52; Virgilio, Aen. VII, 716),  medievali e rinascimentali (Carrasino, Città e terre d’Italia) hanno scritto sul nome di Orte.
L'ipotesi settecentesca, oramai non credibile per le osservazioni fatte dal Momigliano (La formazione della moderna storiografia sull'Impero romano, in Rivista stor. ital., 5a, I, 1936), sulle origini del toponimo Orte fatta da Giusto Fontanini nel celebre De Antiquitatibus Hortae Coloniae Etruscorum (edizione 1723), è che Orte, come altre città dell'Etruria, derivi la sua origine dalla migrazione dei Pelasgi, (?) popolo errante che, lasciato il Peloponneso in seguito alla discesa degli Elleni, si insediò prima in Tessaglia, poi in Italia. 
La leggendaria migrazione sarebbe databile all'anno 1528 a.C. ("anno DCCLII ante", ovvero 752 anni prima della prima Olimpiade). Il nome sarebbe ripreso dall'antica Orthe o Orthi, città della Tessaglia da cui i Pelasgi provenivano.
La presa di Troia per mano degli achei sarebbe dunque avvenuta 344 anni dopo la fondazione di Orte, che, già fiorente, poté mandare in aiuto a Turno, re dei Rutuli, le "Hortinae classes" di virgiliana memoria (Eneide, Lib. 7 vers. 716): una vera flotta, e non eserciti, essendo Orte porto fluviale.

## Storia
Di antiche origini, Orte (Horta, Hortae, Hurta) è stata probabilmente colonia di Veio o di Tarquinia, città della federazione Etrusca.
Orte, situata appena a monte della confluenza del Nera nel Tevere, già importante porto fluviale (Ex Tuscis frumentum Tiberi venit: eo sustentata est plebs, Livio, Lib. II), divenne centro vitale della rete di comunicazione stradale romana con la costruzione della Via Amerina, nel 241-240 a.C., a seguito della presa di Falerii e la stabilizzazione del dominio romano a nord di Veio.
Orte costituisce, da allora e fino al XVI secolo, quando per volere di Papa Sisto V Peretti si procedette alla ricostruzione del ponte sulla Via Flaminia (Ponte Felice), il punto di attraversamento del Tevere a nord di Roma.
Il ponte, prima ligneo, fu sostituito da ponte in muratura in età imperiale (cosiddetto "Ponte di Augusto", del quale ancora si possono ammirare le sostruzioni lungo il corso del fiume a nord-ovest della rupe).
Il tratto della Via Amerina che interessa il territorio ortano scende dal Castello di Bassano (oggi Bassano in Teverina) mediante un ripido tratto di strada, del quale è ancora oggi possibile scorgere, in una piacevole passeggiata, l'antico basolato. Giunti ai piedi dell'altipiano di Bassano, l'Amerina proseguiva, affiancata da un canale molto probabilmente navigabile (anche di esso, oggi fosso rurale, è possibile vedere i resti dell'opus quadratum che ne costituiva l'argine), fino a toccare il corso del Tevere, in prossimità dell'antico Porto fluviale di Seripola. Di qui procedeva parallela al fiume, fino al Ponte, dove avveniva l'attraversamento verso la cosiddetta Campagna Trasteverina (territorio ortano) e poi al territorio di Amelia.
L'antico corso della Via Amerina è tuttora costellato di torri, risalenti al periodo bizantino (Corridoio Bizantino).
Il ponte rimase funzionante per tutto il Medioevo, e acquistò ancor più interesse in seguito al crollo del Ponte di Narni, nel 1054.
Sin dall'VIII secolo con la donazione di Liutprando Orte è stata uno dei più antichi centri che fecero parte del primo nucleo dello Stato Pontificio.
Il periodo di maggior ricchezza per la città fu il tardo Medioevo, nel quale essa seppe conquistare notevole autonomia e indipendenza. Conservando la sede episcopale (dal 453), con privilegio dell'elezione del proprio vescovo da parte del locale Capitolo, Orte assunse lo status di "libero comune" (di cui ancora oggi conserva testimonianza nei colori bianco e rosso del gonfalone) e si dotò di propri statuti, a disciplinare un complesso sistema di governo.
Il ponte andò ripetutamente distrutto, in seguito alle piene del fiume; Mons. Lando Leoncini ci narra di una prima parziale distruzione nella notte del 14 novembre 1514, il cui danno fu riparato con struttura lignea; una seconda il 2 dicembre 1524; una terza il 6 ottobre 1530, a seguito di piena assai violenta, che devastò le campagne circostanti. Il ponte non fu più ricostruito, stante il flagello della peste, che aveva già fiaccato la città nel 1486, e le continue alluvioni che segnarono il XVI secolo. Occorrerà anche considerare il periodo di profonda instabilità politica che si aprì in Italia dopo la morte di Lorenzo De Medici.
La comunità invocava san Cesareo diacono e martire contro le inondazioni del fiume e gli annegamenti (il santo, condannato ad essere annegato nel mare di Terracina, a Roma era invocato soprattutto contro le inondazioni del Tevere); infatti, ad Orte esisteva una chiesa dedicata al santo (scomparsa nel '500) e la Porta di San Cesareo – ancora esistente – che consentiva il collegamento tra il centro urbano ed il Tevere.
La scelta di Sisto V di privilegiare l'asse viario della Flaminia, con la costruzione di Ponte Felice sotto la rocca di Borghetto nel 1589 fu la più grave sconfitta politica della città, a scongiurare la quale non bastò l'influenza delle nobili famiglie ortane.
Da allora iniziò un periodo di lenta ma profonda decadenza, che culminò con la graduale perdita dello status di sede episcopale a favore di Civita Castellana (anche se, fino al riordino delle diocesi avvenuto nel XX secolo, che sancì il definitivo passaggio della sede a Civita Castellana, i vescovi alternarono i soggiorni nelle due sedi, continuando a firmarsi "Episcopus Hortanae et Castellanae Ecclesiae"). La Diocesi di Orte rimane oggi una sede vescovile titolare, mentre la Cattedrale di Santa Maria Assunta conserva lo status di concattedrale della Diocesi di Civita Castellana.
Solo con l'avvento della ferrovia e la costruzione della Ferrovia Roma-Ancona (Ferrovia Pio Centrale, inaugurata nel 1866, della quale Orte fu Stazione di Prima Classe), poi della Ferrovia Firenze-Roma, poi dell'Autostrada del Sole, infine della E45, di cui Orte rappresenta nodo strategico, la città torna ad avere il suo naturale protagonismo nella rete di trasporto italiana ed europea.
Il 17 agosto 1943 durante la seconda guerra mondiale, un bombardamento allo scalo ferroviario causò la morte di 117 civili.

### Simboli
Lo stemma è stato riconosciuto con DPCM del 3 giugno 1956: su sfondo d'argento è raffigurato un ponte di rosso, a cinque arcate, posto a cavallo di un corso d'acqua e sovrastato da tre torri, quelle laterali merlate alla ghibellina, quella centrale, più bassa, terminante con una cuspide.
Il gonfalone, concesso con DPR del 4 dicembre 1956, è un drappo partito di rosso e di bianco.

## Monumenti e luoghi d'interesse

### Architetture religiose

#### Concattedrale di Santa Maria Assunta
Affacciata sulla piazza principale (Piazza della Libertà, già Piazza Santa Maria) e affianca il palazzo vescovile. Dietro l'altare l'affresco dei santi protomartiri cristiani. Al terzo altare sulla destra, la statua lignea di Sant'Egidio - patrono di Orte - di Alfonso Gatti, abruzzese.

#### Chiesa di San Francesco
Del 1695, a navata unica.  Prezioso, in forme barocche evidenti, l'ampio sipario che si apre sull'altare maggiore. Pregevoli le tele conservate all'interno, e notevole la pala d'altare raffigurante la Madonna della Misericordia. Annesso il chiostro.

#### Chiesa di Sant'Agostino
È il risultato di una fusione tra la chiesa di Santa Croce e quella di Sant'Agostino (Vecchia); presenta due navate, è completamente aperta con tre arcate, che consentono la comunicazione tra le due chiese. Internamente vi sono altari dedicati alla Madonna del Rosario (opera di Giorgio da Orte), sito nell'abside ed a Sant'Egidio.

#### Chiesa di San Biagio
Appartenente all'omonima confraternita. D'origine romanica (1253), modificata nel 1757. È appartenuta all'Ospedale romano di Santo Spirito in Saxia del quale si conserva il simbolo, la croce di Lorena, sopra il portale d'ingresso. L'interno è spoglio.

#### Chiesa di Sant'Antonio (Orte Scalo)
In stile neogotico. Ultimata nel 1954.

#### Ex chiesa di San Silvestro
Il più antico edificio esistente (1141), ospita il Museo Diocesano d’arte sacra. Chiusa al culto dai primi del novecento e restaurata nelle originarie forme romaniche negli anni sessanta. A navata unica, presenta nella parete sud due grandi archi murati che la univano ad una navata laterale su cui insisteva il campanile, oggi isolato.

### Architetture civili

#### Palazzo vescovile
Situato in Orte paese, alla destra della concattedrale, espone tele dal XVI al XX secolo. È presente anche l'archivio vescovile.

#### Palazzo Nuzzi
Situato in Orte centro storico, fu fatto costruire dal cardinale Nuzzi su progetto dell'architetto Carlo Bizzaccheri. Contiene due stanze affrescate, purtroppo non visitabile.

#### Antico Palazzo comunale
Attestato nel 1295, si affaccia sulla piazza principale della città. Sulla facciata sono posti tre stemmi: a destra quello di papa Clemente VII (1528), a sinistra quello di Paolo III  (1535). Al centro, sul vecchio portale ingresso, l'antico stemma della città di Orte.

#### Palazzo dell'Orologio
Del XVII secolo, nasce come Palazzo del Podestà.

#### Palazzo Roberteschi
Da una torre originaria del XII secolo, il manufatto è del XVI secolo. È sede dell'Ente Ottava Medievale, centro culturale e biblioteca.

#### Palazzo Alberti alla Rocca
Ultimato nel 1602 dal ramo ortano degli Alberti (Firenze). Al piano nobile un'elegante sala presenta cicli d'affreschi del XVII-XVIII secolo.  È chiuso e non visitabile oramai da anni.

#### Acquedotto rinascimentale

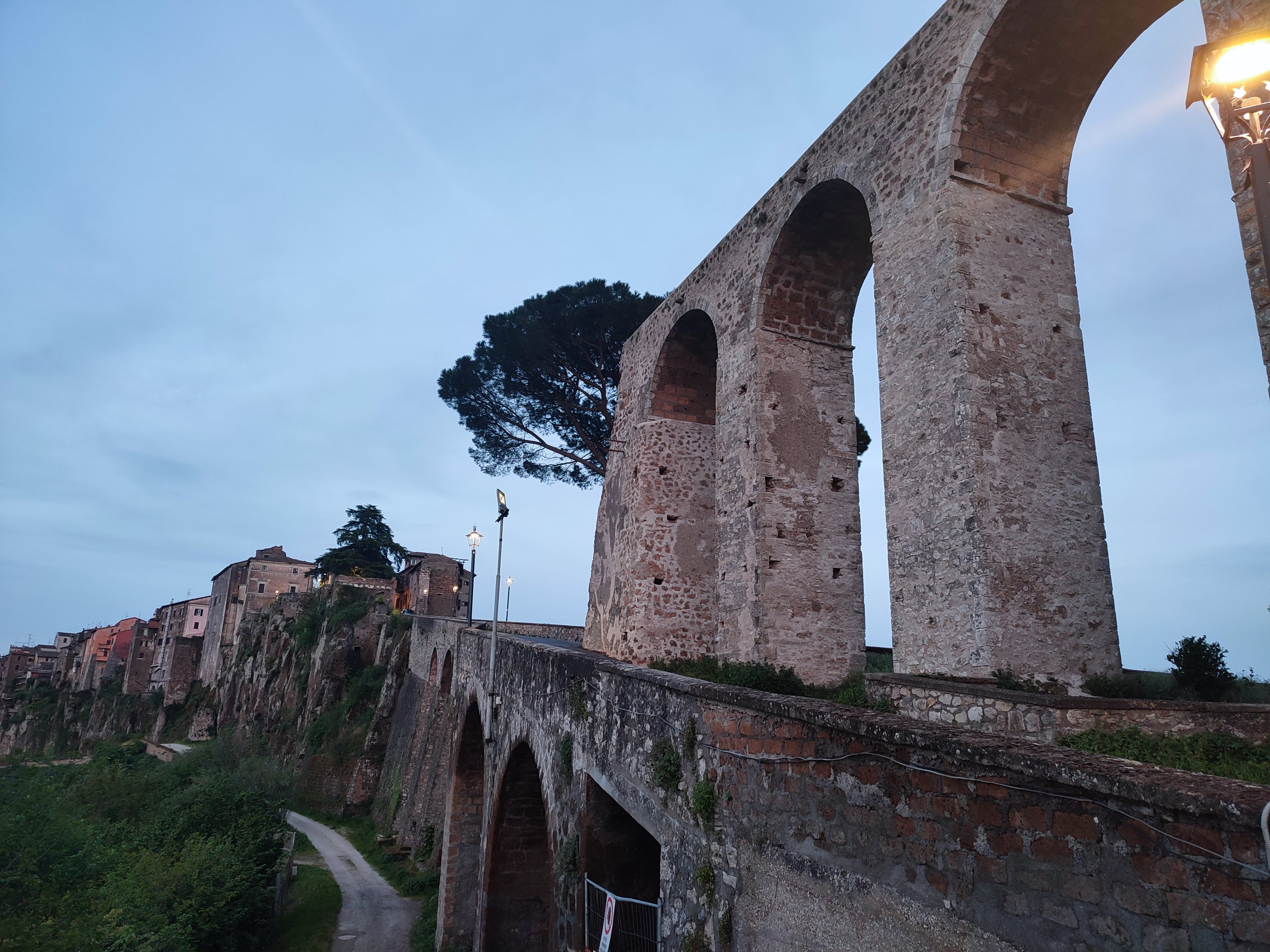
L'Acquedotto Rinascimentale a Via della Rocca

Costruito a metà del XV secolo e situato ad Ovest dell'area della Rocca, probabilmente ricalca il percorso di una struttura più antica. I piloni e le grandi arcate sono costruiti in calcare locale e tufo, mentre il primo tratto era realizzato in condotte lignee. Le acque venivano prelevate dalle sorgenti sul Colle delle Grazie, scendevano attraverso la valletta tra il colle e lo sperone roccioso noto come la Bastia (crollato nel 1950 anche in seguito ai bombardamenti), risalendo su di esso in condotte forzate a pressione e raggiungevano la rupe di Orte attraverso il tratto in muratura oggi in parte conservato.

### Porte storiche

#### Porta del Vascellaro
Di età romana, in uso in epoca medievale.  Negli edifici limitrofi sono incuneati frammenti decorativi longobardi.  Al fianco sorge la piccola ex-chiesa di San Gregorio, che conserva all'interno affreschi della seconda metà del XV secolo. Interno, casa privata, non visitabile.

#### Porta San Cesareo
Sorta nei pressi di una chiesa dedicata a San Cesareo (esistente nel 1337 e scomparsa alla fine del XVI secolo), fu costruita dal 1449, nel quadro delle opere di fortificazione della città.

#### Porta Franca
Caduta in disuso dopo la distruzione della Rocca nel XV secolo, è costituita da due varchi consecutivi e sormontata da una torre scudata a pianta quadrangolare.

#### Porta della Rocca
In origine porta del fortilizio, dopo la cui distruzione divenne porta di accesso alla città. Attualmente si conservano solo gli stipiti, in quanto venne minata nel secondo dopoguerra per favorire la viabilità.

### Orte sotterranea
Suggestiva è la visita dei cuniculi che costituivano l'antico acquedotto di epoca etrusca, con fontane, cisterne e pozzi scavati nel basamento di tufo. Altre particolarità ipogee sono le colombaie ricavate nella parete prospiciente la valle del Tevere e il pozzo per la conservazione della neve, ove venivano custoditi i medicinali del locale ospedale.

### Orte Scalo

#### Il monumento ai caduti di piazza 29 agosto 1943 (Orte Scalo)

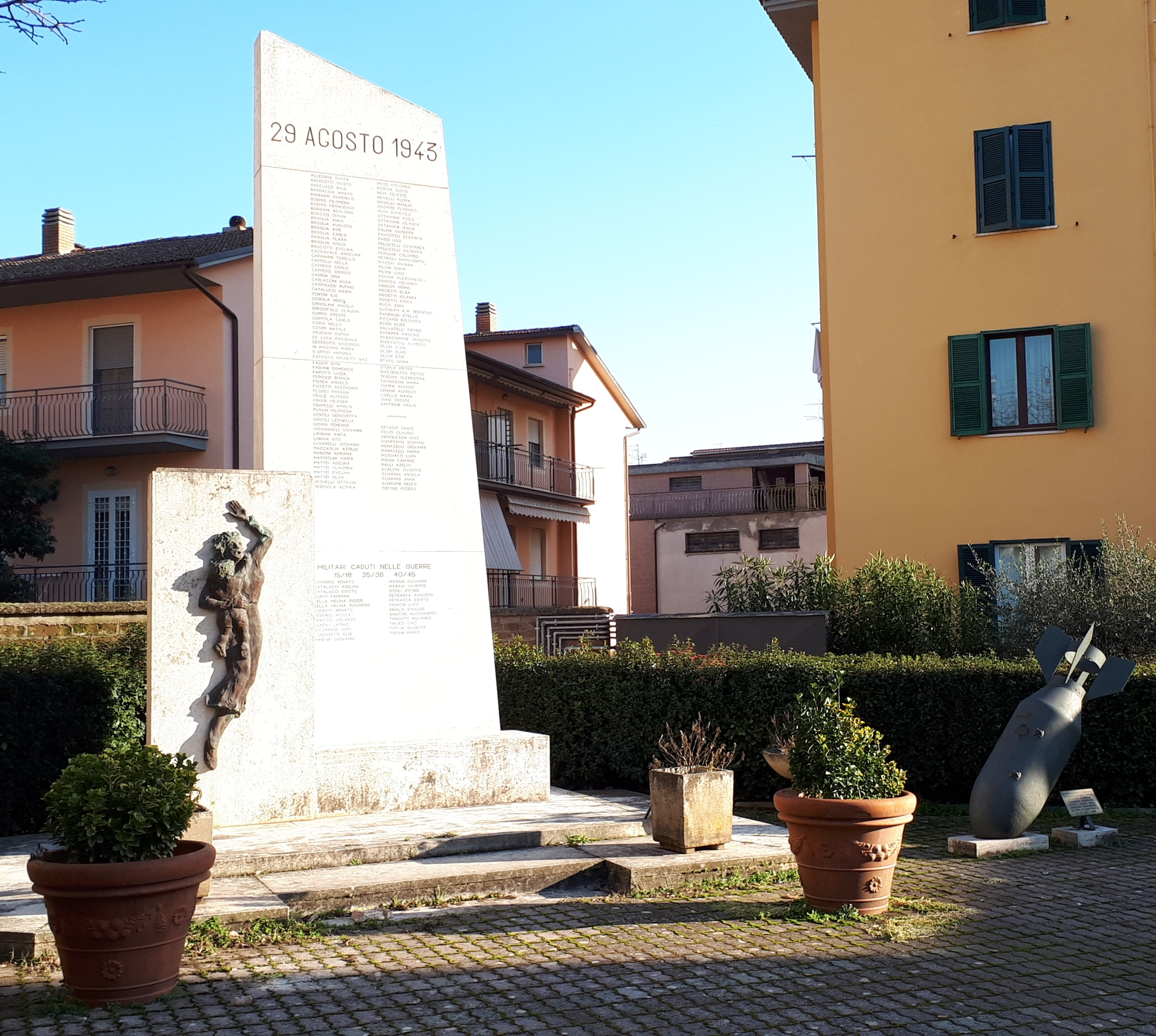
Monumento ai Caduti in Piazza 29 agosto 1943

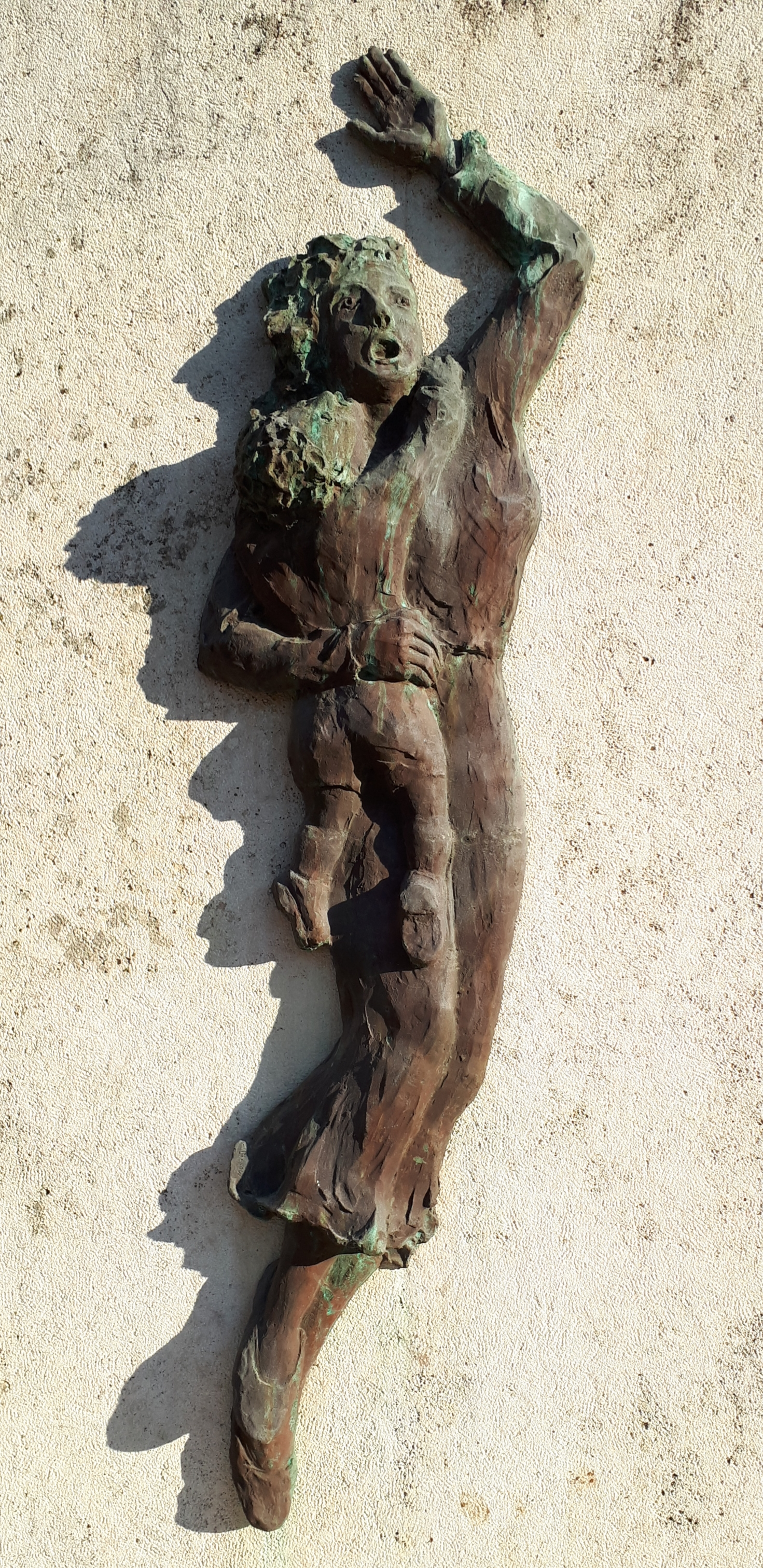
Scultura bronzea del Monumento ai Caduti

Il monumento ricorda le vittime causate dal bombardamento dello scalo ferroviario del 29 agosto 1943 ed i militari caduti nelle guerre 1915/18, 1935/36 e 1940/45. Alle 6 di domenica 29 agosto, quaranta bombardieri quadrimotori pesanti tipo B.17 "Flying Fortress" dell’Aeronautica statunitense decollarono dalla pista di piastre di acciaio perforate di Oudna (Cap Bon) in Tunisia e si diressero verso il centro del Tirreno e rientrarono su terra fra S. Marinella e Civitavecchia, sorvolando poi il lago di Vico e giungendo così ad Orte. Alle ore 10:28 i bombardieri sganciarono le loro bombe da 1000 libbre (450 kg) sullo scalo di Orte. Buona parte delle bombe cadde sulla collina a sud-ovest dello Scalo ove si erano rifugiati molti cittadini, causando 117 vittime. Il parroco, padre Geremia Subiaco, coordinò le operazioni di recupero delle vittime, i cui corpi furono raccolti nella chiesa di S. Antonio. Alla destra del monumento ai caduti è posta una bomba ritrovata inesplosa in prossimità dei binari della stazione di Orte nel dicembre 1995.

### Zone archeologiche

#### Porto (romano) di Seripola
Approdo commerciale romano sul fiume Tevere. Fu utilizzato dal V secolo a.C. al II a.C. È ancora sotterrato per due terzi.  Purtroppo non è possibile visitarlo.

## Società

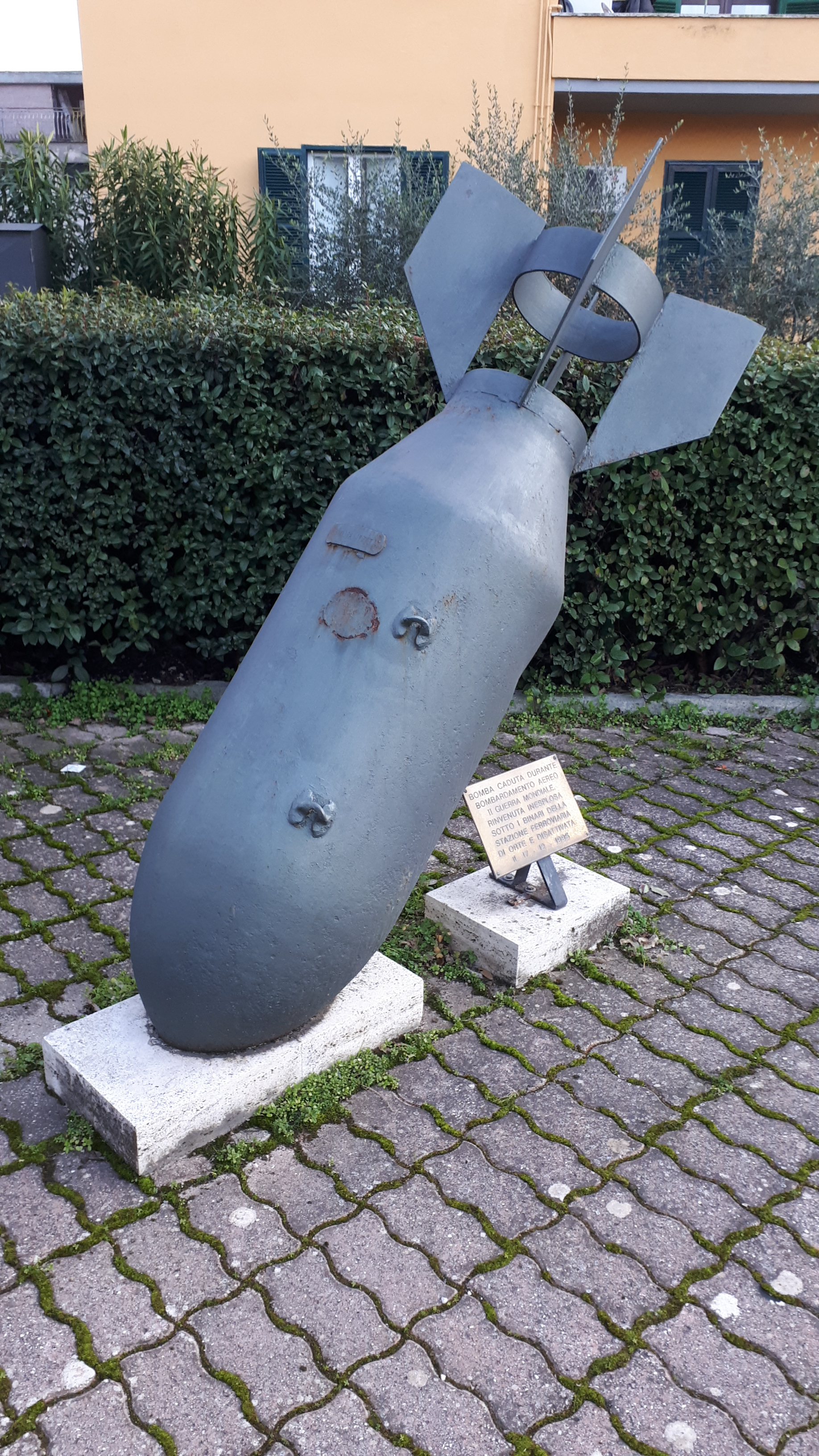
Bomba caduta durante bombardamento aereo II guerra mondiale, rinvenuta inesplosa sotto i binari della stazione ferroviaria di Orte e disattivata il 17 dicembre 1995.

### Evoluzione demografica
Abitanti censiti

### Etnie e minoranze straniere
Al 31 dicembre 2010 nel territorio di Orte risultano residenti 1 356 cittadini stranieri.
Le comunità più numerose sono quelle di:
- Romania 596
- Albania 94
- Camerun 44
- Polonia 40
- Costa d'Avorio 38
- Indonesia 36
- Nigeria 33
- Perù 33
- Cina 30
- Sri Lanka 29

### Tradizioni e folclore
Processione del Cristo Morto
Si svolge ogni Venerdì Santo, ed è la più antica d'Italia nel suo genere. Risalente probabilmente agli inizi del Duecento ha conservato intatta la sua forma originaria, un corteo mesto e devoto che accompagna Cristo alla sepoltura. La processione vede la partecipazione delle nove Confraternite attuali (oggi riunite in un unico ente):
1. Sant' Antonio Abate
2. Santa Maria delle Grazie
3. Madonna del Santissimo Rifugio dei Peccatori
4. San Pietro
5. Santissima Trinità
6. Misericordia
7. Santissimo Rosario (confraternita femminile)
8. Santissimo Sacramento
9. Santa Croce

La più antica di esse è quella di Santa Croce, si hanno testimonianze della sua presenza in Orte fin dal 1159. Alla processione partecipano circa 500 confratelli. Le confraternite sfilano in ordine di antichità nelle loro divise caratteristiche. La partenza avviene dalla chiesa di Santa Croce. Nella piazza principale della città, la processione fa sosta. I confratelli, disposti a forma di cuore, dopo un pensiero spirituale del Vescovo intonano alcuni versetti del "miserere". Dopo aver percorso le vie del centro storico, fuori dalla chiesa di Sant'Agostino, i confratelli dedicano a Maria il canto dello Stabat Mater. Il rito si chiude con lo spezzare il pane del venerdì Santo, in segno di fraternità, nella vicina chiesa di Santa Croce.
Un tempo la classe contadina credeva che se le candele che ornavano la bara e l'addolorata arrivassero in piazza tutte accese erano un buon presagio di un raccolto abbondante.
Festa patronale di Sant'Egidio
Come nell'antichità, ancor oggi è particolarmente solenne la grande processione che si svolge la sera del 31 agosto, vigilia della festa. Anticamente vi partecipavano tutte le magistrature cittadine e le sedici corporazioni delle arti. Attualmente la processione con l'immagine di Sant'Egidio, capolavoro di scultura quattrocentesca attribuita a Saturnino Gatti, si snoda per le vie del centro storico sorretta dai confratelli della compagnia di Santa Croce e preceduta da rappresentanze delle 7 contrade che vedono il loro gonfalone essere benedetto dal Vescovo al termine della processione. Con questo atto inizia l'Ottava di Sant'Egidio. Il Santo è celebrato come patrono di Orte dal 1501, così come riportato nel libro degli statuti. Ma la devozione verso di lui era assai più antica, infatti sappiamo che nel 1327 la Confraternita di Santa Croce lo adottò come proprio protettore.
Ottava di Sant'Egidio
È una festa di antica tradizione, resa solenne da Papa Bonifacio IX nel 1396 con la concessione delle stesse indulgenze della Porziuncola di Assisi, viene menzionata anche negli antichi statuti comunali. In quei giorni vengono rievocati giochi, musica, eventi della vita medievale. Il tutto corredato da mostre di ogni genere e cibi genuini che si possono gustare nelle tipiche taverne di contrada. L'ultimo giorno (coincidente sempre nella seconda domenica di settembre) si svolge il Palio. Un sontuoso corteo storico accompagna gli arceri sulla piazza principale per la disputa "dell'Anello d'Argento". La sera chiude la festa lo spettacolo degli sbandieratori.

## Cultura
Biblioteca
Biblioteca comunale

### Musei

#### Museo d’arte sacra di Orte
Nella sconsacrata chiesa di San Silvestro sono esposte opere realizzate tra l’VIII e il XVI secolo (Taddeo di Bartolo, Piermatteo d’Amelia, Antonio del Massaro detto il Pastura, Cola da Orte e Frans van de Kasteele). Recentemente è stata aggiunta una sezione del museo nel Palazzo Vescovile, che espone opere realizzate tra il XVI e il XX secolo (Cesare Nebbia, Filippo Lauri, Pietro Nelli e Domenico Masucci).

#### Museo comunale civico archeologico
È in fase di allestimento nell'antica chiesa di Sant'Antonio.  Dovrebbe esporre i reperti rinvenuti negli scavi eseguiti ad Orte e nell'ambito del territorio comunale. Sarà articolato in tre sezioni: Etrusca (dalla fine del VI agli inizi del III secolo a.C.), Romana (dalla media Repubblica al tardo Impero) ed Alto Medioevo (dal VI all'XI secolo).

#### Museo delle confraternite
Si trova all'interno della grande sacrestia della chiesa di Santa Croce (già ospedale). Gli oggetti devozionali esposti (XVII- - XVIII secolo) sono utilizzati il venerdì Santo per la processione del Cristo Morto. Tra tutte le opere spiccano la bara del 1722, il basamento dell'Addolorata (1886), la Madonna vestita del primo ottocento, due lampioni rossi settecenteschi, il bianco crocione seicentesco e una tavola cinquecentesca raffigurante Sant'Egidio. 
Altri manufatti di interesse storico sono i corredi devozionali delle singole confraternite. Dotato di un sistema automatico di guida permette la visione e la spiegazione delle opere e il loro utilizzo nella processione del venerdì santo.

### Media
Ha sede nel comune Tele Radio Orte, emittente radiofonica e televisiva.

## Economia
Di seguito la tabella storica elaborata dall'Istat a tema Unità locali, intesa come numero di imprese attive, ed addetti, intesi come numero addetti delle unità locali delle imprese attive (valori medi annui).
|         | 2015                  |                              |                            |                |                       |                     | 2014                  |                | 2013                  |                |
| ------- | --------------------- | ---------------------------- | -------------------------- | -------------- | --------------------- | ------------------- | --------------------- | -------------- | --------------------- | -------------- |
|         | Numero imprese attive | % Provinciale Imprese attive | % Regionale Imprese attive | Numero addetti | % Provinciale Addetti | % Regionale Addetti | Numero imprese attive | Numero addetti | Numero imprese attive | Numero addetti |
| Orte    | 572                   | 2,45%                        | 0,13%                      | 1.502          | 2,53%                 | 0,1%                | 582                   | 1.592          | 585                   | 1.628          |
| Viterbo | 23.371                |                              | 5,13%                      | 59.399         |                       | 3,86%               | 23.658                | 59.741         | 24.131                | 61.493         |
| Lazio   | 455.591               |                              |                            | 1.539.359      |                       |                     | 457.686               | 1.510.459      | 464.094               | 1.525.471      |

Nel 2015 le 572 imprese operanti nel territorio comunale, che rappresentavano il 2,45% del totale provinciale (23.371 imprese attive), hanno occupato 1.502 addetti, il 2,53% del dato provinciale (59.399 addetti); in media, ogni impresa nel 2015 ha occupato due persone (2,63).

### Artigianato
Tra le attività economiche più tradizionali, diffuse e rinomate vi sono quelle artigianali, come l'estrazione e la lavorazione del travertino, finalizzata ai settori dell'edilizia e a quelli artistici.

## Infrastrutture e trasporti

### Strade
- la Strada Provinciale 151 Ortana, collega a Bassano in Teverina e Viterbo;
- l'autostrada A1 è dotata dell'omonimo casello;
- la SS 675, dal casello A1 di Orte a Terni, è parte dell'itinerario europeo E45;

### Ferrovie
- Nella frazione di Orte Scalo è in funzione l'omonima stazione.

Dal 1928 al 1994 era in funzione anche la ex ferrovia Civitavecchia-Orte delle FS e a Orte aveva una seconda stazione ferroviaria in località Castel Bagnolo, tuttora esistente ma non più in uso.

## Amministrazione
Nel 1927, a seguito del riordino delle circoscrizioni provinciali stabilito dal regio decreto n. 1 del 2 gennaio 1927, per volontà del governo fascista, quando venne istituita la provincia di Viterbo, Orte passò dalla provincia di Roma a quella di Viterbo.
| Periodo | Periodo   | Primo cittadino    | Partito                            | Carica  | Note       |
| ------- | --------- | ------------------ | ---------------------------------- | ------- | ---------- |
| 1993    | 1997      | Roberto Rossi      | Partito democratico della sinistra | Sindaco |            |
| 1997    | 1999      | Roberto Rossi      | Partito democratico della sinistra | Sindaco |            |
| 1999    | 2004      | Arnaldo Pattumelli | Lista civica                       | Sindaco |            |
| 2004    | 2009      | Dino Primieri      | Lista civica di centrosinistra     | Sindaco |            |
| 2009    | 2014      | Dino Primieri      | Lista civica                       | Sindaco |            |
| 2014    | 2015      | Moreno Polo        | Lista civica Quadrifoglio          | Sindaco | dimissioni |
| 2016    | 2021      | Angelo Giuliani    | Lista civica Orizzonte Comune      | Sindaco | sfiduciato |
| 2021    | in carica | Dino Primieri      | Lista civica UniAmo Orte           | Sindaco |            |

### Gemellaggi
- Idalion

## Sport
Calcio a 5
Avevano sede nel comune: la società Ortana Calcio a 5, campione d'Italia nella stagione 1985-86, sciolta nel 1990 e la società Orte Calcio a 5, fondata nel 1986, scioltasi nel 2018.
La società Città di Orte C5 fondata nel 2013 e tuttora militante nel campionato regionale Umbro. Quest'ultima è stata costituita acquisendo la matricola della ormai sciolta Ortana Calcio a 5 ereditando dunque il titolo di campione d'Italia nella stagione 1985-86.
Calcio a 11
La Società Ortana Calcio 1919 militante attualmente nella Prima Categoria - Girone D del campionato Umbro. La società si costituì cent’anni fa, raccogliendo il primo capitale sociale dal ricavato di una lotteria. Nella fase iniziale era una polisportiva: oltre al calcio, aveva squadre di ciclismo, pugilato, atletica e motociclismo, e per tutte le discipline organizzava competizioni e tornei. Nel 1954 arrivò l’affiliazione alla Figc e già nel 1957 il primo trofeo: la coppa Ugo Curti, competizione regionale riservata alle categorie giovanili. L’Ortana la conquistò vincendo la finale contro i Lupi Giallorossi, allo stadio Rocchi di Viterbo. Sul finire degli anni ’60 la società si trasferì a giocare le divisioni umbre, per maggiore comodità logistica. Rapidamente fu protagonista di una scalata fino alla serie D, raggiunta nel 1975.
Erano gli anni d’oro, coincisi anche con l’inaugurazione dello stadio “Gildo Filesi”, per lungo tempo considerato uno dei migliori impianti sportivi della provincia. Squadre come la Roma e soprattutto la Ternana lo frequentavano spesso per allenamenti e amichevoli. Dopo un periodo di crisi societaria e di risultati, seguita alle dimissioni dello storico presidente Alessandri, l’Ortana conobbe il rilancio sul finire degli anni ’80, quando tentò nuovamente l’assalto alla serie D.
Nel frattempo arrivò anche lo scudetto di calcio a 5 nella stagione 1985-86, in una delle primissime edizioni del campionato nazionale di futsal. Un progetto, quello del calcio da sala, che durò solo tre stagioni, ma che portò l’Ortana fino alla semifinale della Coppa dei Campioni di specialità. Per tutti gli anni ’90 e 2000 la società rimase tra Eccellenza e Promozione, senza mai riuscire a fare il salto nell’interregionale. Poi una nuova, profondissima crisi finanziaria aprì il capitolo più nero della storia del calcio a Orte.
Nel 2013, dopo due retrocessioni consecutive, si arrivò alla decisione di fondere l’Ortana con altre due società locali, ripartendo dai campionati viterbesi. Nel 2018 la società, che nel frattempo aveva salutato l’ingresso come presidente di Luciano Nesta, si è spostata nuovamente in Umbria, quella che per tradizione è considerata la sua terra sportiva. L’obiettivo della nuova dirigenza è tornare il prima possibile a rivestire un ruolo degno di una società con un secolo di storia. Senza fare il passo più lungo della gamba, ma con le giuste ambizioni.
Pallavolo
Volley Club Orte, militante nel campionato maschile di Serie B 2019-2020

Atletica leggera
- ASD Atletica Orte[14]
- ASD AT Running[15]

### Impianti sportivi
Stadio comunale "Gildo Filesi".
Palazzetto dello Sport "Claudio Guazzaroni".
Campo da calcio a 5 (zona impianti sportivi).
Campo da calcio a 5 (località Petignano).
2 campi da Tennis (zona impianti sportivi).